# Дебют ферзевих пішаків
Дебют ферзевих пішаків — шаховий дебют, який починається ходами:
1. d2-d4 d7-d5.

Належить до закритих початків.
У сучасній практиці цим терміном називають системи, в яких білі відмовляються від ходу 2. c2-c4, що веде до ферзевому гамбіту.

## Варіанти
- 2. Сc1-g5 — див. система Левитського
- 2. Kb1-c3 
  - 2. …Kg8-f6 3. e2-e4 — див. гамбіт Блекмара — Димера
  - 2. …Kg8-f6 3. Cc1-g5 — див. система Вересова
  - 2. …Kg8-f6 3. Cc1-f4
- 2. Kg1-f3 Kg8-f6
  - 3. Cc1-g5 — див. атака Торре
  - 3. Cc1-f4 — див. лондонська система
  - 3. e2-e3 e7-e6 4. Cf1-d3 c7-c5
    - 5. с2-с3 — див. система Колле
    - 5. b2-b3 — див. система Цукерторта
- 2. e2-e3 Кg8-f6 3. Сf1-d3 — система «Кам'яна стіна» за білих.